# バム・アデバヨ
バム・アデバヨ（Bam Adebayo）ことイドリス・フェミ・アデバヨ（Edrice Femi Adebayo, 1997年7月18日 - ）は、アメリカ合衆国・ニュージャージー州ニューアーク出身のプロバスケットボール選手。NBAのマイアミ・ヒートに所属している。ポジションはセンターまたはパワーフォワード。

## 学生時代

### ハイスクール
ノースカロライナ州のハイポイント・クリスチャンアカデミーに在籍していた2016年に、同州の最優秀選手に選出され、マクドナルド・オール・アメリカンゲームやジョーダン・ブランド・クラシックの出場メンバーに選出されるなど、有望株として注目を集める。

### カレッジ

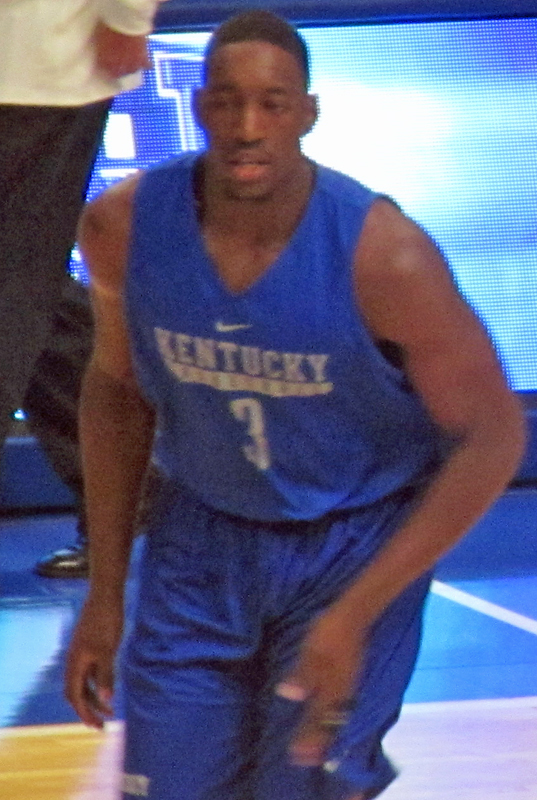
ケンタッキー大学でのアデバヨ（2016年）

大学はケンタッキー大学に進学し、デアーロン・フォックスやマリーク・モンクらと共にプレー。1年生ながら先発に起用され、平均13得点、12リバウンド、1.5ブロックを記録。NCAAトーナメントでも活躍するも、準々決勝で優勝したノースカロライナ大学に73-75で敗れた。アデバヨはワン・アンド・ダン（one and done）で2017年のNBAドラフトにアーリーエントリーすることを表明した。

## NBAキャリア

### マイアミ・ヒート

#### 2017-18シーズン
2017年6月22日に行われたNBAドラフトにて1巡目全体14位でマイアミ・ヒートから指名され、7月1日にヒートとのルーキー契約に合意した。ルーキーイヤーはハッサン・ホワイトサイドの控えとして69試合（先発19試合）に平均19.8分の出場で、6.9得点、5.5リバウンド、1.5アシスト、0.5スティール、0.6ブロックを記録した。

#### 2018-19シーズン
2018年12月7日のフェニックス・サンズ戦にて22得点と10リバウンドを記録し115-98で勝利した。2019年2月末からはホワイトサイドに替わって先発に定着した。このシーズンは全82試合（先発28試合）に平均23.3分の出場で、8.9得点、7.3リバウンド、2.2アシスト、0.9スティール、0.8ブロックなどを記録した。アデバヨの活躍と将来性もあって、オフにホワイトサイドはトレードでポートランド・トレイルブレイザーズに移籍した。

#### 2019-20シーズン
2019年12月10日のアトランタ・ホークス戦でキャリアハイとなる30得点を含む11リバウンド、11アシストを記録し、自身初のトリプル・ダブルを達成。チームは135-121で延長戦末勝利した。12月14日のダラス・マーベリックス戦で自身2度目のトリプル・ダブルとなる18得点、11リバウンド、10アシストを記録し、チームは延長戦の末に122-118で辛勝した。12月16日に12月9日から12月15日までの期間で平均20.0得点、11.3リバウンド、8.7アシストを記録し、イースタン・カンファレンス月間最優秀選手に選出された。2020年1月27日のオーランド・マジック戦にて20得点、10リバウンド、10アシストを記録し、チームは113-92で勝利した。同年1月30日には自身初となるオールスターに選出された。2月15日にはNBAオールスターウィークエンドのスキルチャレンジに出場し優勝した。このシーズンは72試合に平均33.3分の出場で、15.9得点、10.2リバウンド、5.1アシスト、1.1スティール、1.3ブロックなどを記録し、MIP候補に挙げられていたが惜しくも投票は2位となった（受賞したのはブランドン・イングラム）。また、NBAオールディフェンシブセカンドチームに選出され、NBA最優秀守備選手賞の投票では5位だった。プレーオフではジミー・バトラーらと共に2020年のNBAファイナル出場に貢献した。

#### 2020-21シーズン
シーズン開幕前の2020年11月にヒートとの5年総額1億6,300万ドルの延長契約に合意した。2021年1月23日のブルックリン・ネッツ戦でキャリアハイを更新する41得点を記録した。同年2月18日のサクラメント・キングス戦では16得点、12リバウンド、10アシストでジミー・バトラーと共にトリプル・ダブルを達成した。同一試合でバトラーと共にトリプル・ダブルを記録したのは2019年12月10日以来2度目であり、2回以上の達成はNBA史上初の出来事となった。3月に左膝の腱炎で4試合を欠場した。このシーズンは64試合に平均33.5分の出場で、18.7得点、9.0リバウンド、5.4アシスト、1.2スティール、1.0ブロックなどを記録した。プレーオフでは1回戦でミルウォーキー・バックスに0勝4敗のスウィープで敗退し、シーズン終了となった。

#### 2021-22シーズン
2021年10月29日のシャーロット・ホーネッツ戦で26得点、19リバウンドを記録し、チームは114-99で勝利した。2021年11月29日のデンバー・ナゲッツ戦で負傷し、検査の結果、内側側副靱帯断裂と診断された。同年12月7日に手術を受けたことを明らかにし、4～6週間の離脱することになった。

#### 2022–23シーズン
2022年12月25年のワシントン・ウィザーズ戦でシーズンハイとなる38得点を含む12リバウンドを記録し、チームは110-107で辛勝した。2023年2月2日に自身2度目となるオールスターに選出された。同月8日のインディアナ・ペイサーズ戦で38得点を記録し、チームは116-111で勝利した。
ミルウォーキー・バックスとのプレーオフ第1回戦の第5戦で、プレーオフ初のトリプル・ダブルとなる20得点、10リバウンド、10アシストを記録し、チームは延長戦の末に128-126で辛勝。これにより、カンファレンス準決勝進出となった。ニューヨーク・ニックスとの第3戦で、プレーオフ20度目のダブル・ダブルとなる17得点、12リバウンドを記録し、チームは105-86で勝利した。なお、ヒートの選手がプレーオフで20度のダブル・ダブルを達成したのは、レブロン・ジェームズ、ドウェイン・ウェイドに次いで史上3人目であった。ボストン・セルティックスとのカンファレンス決勝の第2戦で22得点、17リバウンド、9アシストを記録し、チームは111-105で勝利した。なお、ヒートの選手がプレーオフで20-15-5以上のダブル・ダブルを達成したのは、シャキール・オニール、レブロン・ジェームズに次いで史上3人目であった。デンバー・ナゲッツとのNBAファイナルの第1戦で26得点、13リバウンド、5アシストを記録したが、チームは93-104で敗れた。第2戦では21得点、9リバウンド、4アシストを記録し、チームは111-108で辛勝した。しかし、その後チームは3連敗を喫し、ナゲッツに第5戦の末に敗れた。結果的に、アデバヨはファイナル平均21.8得点、12.4リバウンド、3.2アシストを記録し、得点とリバウンドはチームハイであった。

#### 2023–24シーズン
11月6日のロサンゼルス・レイカーズ戦で22得点、19リバウンド、10アシスト、2スティール、2ブロックを記録したが、チームは107-108で敗れた。2024年1月8日〜14日において、アデバヨは週間平均23得点、11リバウンド、5.8アシスト、1ブロックを記録し、自身2度目となるイースタン・カンファレンス週間最優秀選手に選出された。2月1日に自身3度目となるオールスターに選出された。3月17日のデトロイト・ピストンズ戦で決勝ブザービーターとなる3ポイントシュートを含む20得点、17リバウンドを記録し、チームは104-101で辛勝した。このシーズン、アデバヨは自身初となるNBAオールディフェンシブファーストチームに選出され、最優秀守備選手投票では3位であった。
4月24日に行われたボストン・セルティックスとのプレーオフ第1回戦の第2戦で21得点、10リバウンドを記録し、チームは111-101で勝利した。第4戦では25得点、17リバウンド、5アシストを記録したが、チームは88-102で敗れた。なお、これはプレーオフ31度目のダブル・ダブルであり、レブロン・ジェームズが保持するプレーオフでのダブル・ダブル回数のフランチャイズ記録に並んだ。しかし、次の第5戦でチームは敗れ、プレーオフ敗退となった。

#### 2024-25シーズン
7月6日にヒートとの3年総額1億6,600万ドルの延長契約に合意した。

## 個人成績

### NBA

#### レギュラーシーズン
| シーズン     | チーム       | GP  | GS  | MPG  | FG%  | 3P%   | FT%  | RPG  | APG | SPG | BPG | PPG  |
| ------------ | ------------ | --- | --- | ---- | ---- | ----- | ---- | ---- | --- | --- | --- | ---- |
| 2017–18      | MIA          | 69  | 19  | 19.8 | .512 | .000  | .721 | 5.5  | 1.5 | .5  | .6  | 6.9  |
| 2018–19      | MIA          | 82* | 28  | 23.3 | .576 | .200  | .735 | 7.3  | 2.2 | .9  | .8  | 8.9  |
| 2019–20      | MIA          | 72  | 72  | 33.6 | .557 | .143  | .691 | 10.2 | 5.1 | 1.1 | 1.3 | 15.9 |
| 2020–21      | MIA          | 64  | 64  | 33.5 | .570 | .250  | .799 | 9.0  | 5.4 | 1.2 | 1.0 | 18.7 |
| 2021–22      | MIA          | 56  | 56  | 32.6 | .557 | .000  | .753 | 10.1 | 3.4 | 1.4 | .8  | 19.1 |
| 2022–23      | MIA          | 75  | 75  | 34.6 | .540 | .083  | .806 | 9.2  | 3.2 | 1.2 | .8  | 20.4 |
| 2023–24      | MIA          | 71  | 71  | 34.0 | .521 | .357  | .755 | 10.4 | 3.9 | 1.1 | .9  | 19.3 |
| 2024–25      | MIA          | 78  | 78  | 34.3 | .485 | .357  | .765 | 9.6  | 4.3 | 1.3 | .7  | 18.1 |
| 通算         | 通算         | 567 | 463 | 30.6 | .537 | .314  | .756 | 8.9  | 3.6 | 1.1 | .9  | 15.7 |
| オールスター | オールスター | 3   | 1   | 17.3 | .778 | 1.000 | ---  | 1.3  | 1.3 | .0  | .0  | 5.0  |

- 2019-20シーズンは73試合で打ち切り、2020-21シーズンは72試合制

#### プレーオフ
| シーズン | チーム | GP | GS | MPG  | FG%  | 3P%  | FT%  | RPG  | APG | SPG | BPG | PPG  |
| -------- | ------ | -- | -- | ---- | ---- | ---- | ---- | ---- | --- | --- | --- | ---- |
| 2018     | MIA    | 5  | 0  | 15.4 | .467 | .000 | .214 | 4.0  | .0  | .0  | .4  | 3.4  |
| 2020     | MIA    | 19 | 19 | 36.2 | .564 | .000 | .783 | 10.3 | 4.4 | 1.0 | .8  | 17.8 |
| 2021     | MIA    | 4  | 4  | 34.0 | .456 | ---  | .769 | 9.3  | 4.3 | 1.3 | .5  | 15.5 |
| 2022     | MIA    | 18 | 18 | 34.1 | .594 | .000 | .763 | 8.0  | 2.7 | 1.0 | .7  | 14.8 |
| 2023     | MIA    | 23 | 23 | 37.0 | .481 | .000 | .821 | 9.9  | 3.7 | .9  | .7  | 17.9 |
| 2024     | MIA    | 5  | 5  | 38.5 | .495 | .200 | .714 | 9.4  | 3.8 | .4  | .0  | 22.6 |
| 2025     | MIA    | 4  | 4  | 38.3 | .438 | .333 | .636 | 11.0 | 4.3 | 1.0 | .3  | 17.5 |
| 通算     | 通算   | 78 | 73 | 34.7 | .517 | .243 | .757 | 9.2  | 3.5 | .9  | .6  | 16.4 |

### カレッジ
| シーズン | チーム       | GP | GS | MPG  | FG%  | 3P% | FT%  | RPG | APG | SPG | BPG | PPG  |
| -------- | ------------ | -- | -- | ---- | ---- | --- | ---- | --- | --- | --- | --- | ---- |
| 2016–17  | ケンタッキー | 38 | 38 | 30.1 | .599 | –-- | .653 | 8.0 | .8  | .7  | 1.5 | 13.0 |